# Медісон Бейлі
Медісон Ліллі Бейлі — американська актриса.  Вона відома своєю головною роллю Кіари Каррери в підлітковому драматичному серіалі Netflix Зовнішні мілини.

## Раннє життя
Бейлі народився в Кернерсвіллі, Північна Кароліна, США, і виросла у Чарльстоні.  У неї є старший зведений брат Оріон Бейлі, старша зведена сестра Трініті Бейлі, молодший зведений брат Меракі, молодша сестра Кендра Бейлі та брат Майкл Бейлі. У неї три брати і три сестри. Вона африканського та італійського походження, її усиновили білі батьки.  Її прийомна мати померла в 2018 році;  вона та дві її сестри мають татуювання на честь її пам'яті. Бейлі відвідувала середню школу East Forsyth у Кернерсвіллі.
У Бейлі діагностували прикордонний розлад особистості, коли їй було 18 років.

## Кар'єра
Спочатку Бейлі хотіла бути співачкою, але перейшла до акторської майстерності та моделі в 15 років після того, як зіткнувся з страхом сцени під час співу перед людьми. Свою професійну акторську кар'єру вона розпочала в 2015 році, знявшись у таких серіалах, як Містер Мерседес і Костянтин.  У 2018 році вона отримала роль Венді Ернандес, металюдини-підлітка, яка вміє контролювати повітря та керувати ним, у науково-фантастичному телесеріалі CW «Чорна блискавка», роль, яку вона грала протягом двох сезонів.
З 2020 року вона зобразила Кіару «Кі» Карреру в таємничій драмі Netflix Зовнішні мілини.